# Amellus
Amellus là một chi thực vật có hoa trong họ Cúc (Asteraceae).

## Loài
Chi Amellus gồm các loài: